# Oxalis hedysarifolia
Oxalis hedysarifolia är en harsyreväxtart som beskrevs av Johann Baptist Emanuel Pohl och Prog.. Oxalis hedysarifolia ingår i släktet oxalisar, och familjen harsyreväxter. Inga underarter finns listade i Catalogue of Life.